# ISO 3166-2:AU
ISO 3166-2:AU és el subconjunt per a Austràlia de l'estàndard ISO 3166-2, publicat per l'Organització Internacional per Estandardització (ISO) que defineix els codis de les principals subdivisions administratives.
Actualment per a Austràlia, l'estàndard ISO 3166-2, està format per 6 estats i 2 territoris. Territoris menors que estan sota l'administració del govern federal, com el territori de Jervis Bay, Illes Ashmore i Cartier i les Illes del Mar del Corall no estan llistats.
Cada codi es compon de dues parts, separades per un guió. La primera part és AU, el codi ISO 3166-1 alfa-2 per a Àustralia. La segona part són dues o tres lletres, seguint l'abreviació convencional de cada estat o territori (definit al Australian Standard (estàndard australià) AS 4112-1994)

## Codis actuals
Els noms de les subdivisions estan llistades segons l'ISO 3166-2 publicat per la "ISO 3166 Maintenance Agency" (ISO 3166/MA).
| Codi   | Nom de la subdivisió (en)    | Nom de la subdivisió (ca)           | Tipus de subdivisió |
| ------ | ---------------------------- | ----------------------------------- | ------------------- |
| AU-NSW | New South Wales              | Nova Gal·les del Sud                | Estat               |
| AU-QLD | Queensland                   | Queensland                          | Estat               |
| AU-SA  | South Australia              | Austràlia Meridional                | Estat               |
| AU-TAS | Tasmania                     | Tasmània                            | Estat               |
| AU-VIC | Victoria                     | Victòria                            | Estat               |
| AU-WA  | Western Australia            | Austràlia Occidental                | Estat               |
| AU-ACT | Australian Capital Territory | Territori de la Capital Australiana | Territori           |
| AU-NT  | Northern Territory           | Territori del Nord                  | Territori           |

Notes
1. ↑  Nom en català no inclòs a l'estàndard ISO 3166-2.

Els territoris externs de l'Illa Christmas, les Illes Cocos i l'illa Illa Norfolk tenen el seu propi codi ISO 3166-1 i no estan inclosos dins l'entrada per a Austràlia d'ISO 3166-2. No hi ha cap codi ISO 3166-2 per a:
- Illes Ashmore i Cartier
- Territori Antàrtic Australià (part de l'Antàrtida que té el AQ)
- Illes del Mar del Corall
- Territori de Jervis Bay

## Territoris externs
Quatre dels territoris externs d'Austràlia tenen el seu propi codi ISO 3166-1, amb els següents codis alfa-2:
| Codi | Nom del territori extern |
| ---- | ------------------------ |
| CC   | Illes Cocos              |
| CX   | Illa Christmas           |
| HM   | Illes Heard i McDonald   |
| NF   | Illa Norfolk             |